# Ann Arbor
Ann Arbor es una ciudad estadounidense localizada en el estado de Míchigan y en el condado de Washtenaw. Es la séptima ciudad más grande del estado con una población de 123,851 habitantes según datos del censo del año 2020, según el cual 38.892 (32%) eran estudiantes universitarios o de colleges. Se encuentra 72 kilómetros al oeste de Detroit y 56 kilómetros al norte de Ohio.
Allí se encuentra la Universidad de Míchigan, una de las universidades de enseñanza superior más reconocidas del país. Esta forma la composición de la economía de la ciudad, de la población y del conocimiento cultural. Asimismo, los Michigan Wolverines son uno de los equipos más exitosos en fútbol americano universitario y cuentan también con un potente equipo de baloncesto.
En el 2014, Ann Arbor fue considera por Forbes como la «ciudad más educada» de Estados Unidos.

## Toponimia
El origen de su nombre no es completamente seguro, no obstante la versión más reciente afirma que fue elegido por el fundador de la ciudad en honor a su esposa, Ana, y por la gran cantidad de robles que crecen en los 640 acres de terreno que fueron comprados al gobierno federal por la suma de 800 dólares. Según esta teoría Arbour fue la palabra elegida por John Allen para seguir al nombre de su esposa y se llama así a un efecto de luz y sombra producido por los robles.

## Historia
Ann Arbor fue fundada en 1824 por John Allen y Elisha Rumsey, ambos especuladores de terreno. El 25 de mayo de 1824 el trazado de la ciudad fue registrado en el Condado de Wayne como "Annarbour", constituyendo el primer nombre usado para denominar la ciudad.
Ann Arbor se convirtió en el principal asentamiento del Condado de Washtenaw en 1827 y fue incorporada como villa en 1833. La Compañía de Terrenos de Ann Arbor, un grupo de especuladores de terrenos, dejaron aparte 40 acres de terreno sin explotar y se lo ofrecieron al Estado de Míchigan como asentamiento de la capital del estado, pero perdió concurso ante Lansing. En 1873, la propiedad fue aceptada como asentamiento para la Universidad de Míchigan, ligando de esta manera la ciudad de Ann Arbor y su historia con la de la universidad. La ciudad se convirtió en un centro regional para el transporte con la llegada del Ferrocarril Central de Míchigan y en 1851 alcanzó el estatus de pueblo.
Durante la década de los 60 y los 70, la ciudad ganó reputación como un centro importante de la política liberal. El candidato a la presidencia John F. Kennedy presentó su propuesta de los Cuerpos de Paz en 1960 en la Universidad de Míchigan. El Presidente Lyndon B. Johnson convocó por vez primera a la Gran Sociedad en el discurso de graduación en 1964.
Estas influencias políticas calaron en la política municipal durante el inicio y mediados de los años 70 cuando tres miembros del Partido de los Derechos Humanos de corte progresista, ganaron representación en el ayuntamiento, potenciando de esta manera la voz de los estudiantes. Durante el tiempo en que estos miembros permanecieron en el gobierno de la ciudad lucharon por establecer ordenanzas anti-discriminación, medidas para descriminalizar la posesión de marihuana y para el control de los alquileres; muchas de éstas han perdurado hasta la actualidad modificadas.

## Geografía
Según la Oficina del Censo de los Estados Unidos, Ann Arbor tiene una superficie total de 74,33 km², de los cuales 72,08 km² es tierra firme y 2,25 km² (3,03%) corresponde a agua, perteneciendo la mayor parte al río Huron. Ann Arbor está situada a 35 millas al oeste de Detroit.

### Clima
| Parámetros climáticos promedio de Ann Arbor, Míchigan (normales 1991–2020, extremos 1881–presente) | Parámetros climáticos promedio de Ann Arbor, Míchigan (normales 1991–2020, extremos 1881–presente) | Parámetros climáticos promedio de Ann Arbor, Míchigan (normales 1991–2020, extremos 1881–presente) | Parámetros climáticos promedio de Ann Arbor, Míchigan (normales 1991–2020, extremos 1881–presente) | Parámetros climáticos promedio de Ann Arbor, Míchigan (normales 1991–2020, extremos 1881–presente) | Parámetros climáticos promedio de Ann Arbor, Míchigan (normales 1991–2020, extremos 1881–presente) | Parámetros climáticos promedio de Ann Arbor, Míchigan (normales 1991–2020, extremos 1881–presente) | Parámetros climáticos promedio de Ann Arbor, Míchigan (normales 1991–2020, extremos 1881–presente) | Parámetros climáticos promedio de Ann Arbor, Míchigan (normales 1991–2020, extremos 1881–presente) | Parámetros climáticos promedio de Ann Arbor, Míchigan (normales 1991–2020, extremos 1881–presente) | Parámetros climáticos promedio de Ann Arbor, Míchigan (normales 1991–2020, extremos 1881–presente) | Parámetros climáticos promedio de Ann Arbor, Míchigan (normales 1991–2020, extremos 1881–presente) | Parámetros climáticos promedio de Ann Arbor, Míchigan (normales 1991–2020, extremos 1881–presente) | Parámetros climáticos promedio de Ann Arbor, Míchigan (normales 1991–2020, extremos 1881–presente) |
| Mes                                                                                                | Ene.                                                                                               | Feb.                                                                                               | Mar.                                                                                               | Abr.                                                                                               | May.                                                                                               | Jun.                                                                                               | Jul.                                                                                               | Ago.                                                                                               | Sep.                                                                                               | Oct.                                                                                               | Nov.                                                                                               | Dic.                                                                                               | Anual                                                                                              |
| -------------------------------------------------------------------------------------------------- | -------------------------------------------------------------------------------------------------- | -------------------------------------------------------------------------------------------------- | -------------------------------------------------------------------------------------------------- | -------------------------------------------------------------------------------------------------- | -------------------------------------------------------------------------------------------------- | -------------------------------------------------------------------------------------------------- | -------------------------------------------------------------------------------------------------- | -------------------------------------------------------------------------------------------------- | -------------------------------------------------------------------------------------------------- | -------------------------------------------------------------------------------------------------- | -------------------------------------------------------------------------------------------------- | -------------------------------------------------------------------------------------------------- | -------------------------------------------------------------------------------------------------- |
| Temp. máx. abs. (°C)                                                                               | 22.2                                                                                               | 20                                                                                                 | 29.4                                                                                               | 31.1                                                                                               | 35                                                                                                 | 39.4                                                                                               | 40.6                                                                                               | 40                                                                                                 | 37.2                                                                                               | 32.8                                                                                               | 25.6                                                                                               | 19.4                                                                                               | 40.6                                                                                               |
| Temp. máx. media (°C)                                                                              | -0.1                                                                                               | 1.9                                                                                                | 7.9                                                                                                | 15.4                                                                                               | 21.9                                                                                               | 26.7                                                                                               | 28.7                                                                                               | 27.6                                                                                               | 23.9                                                                                               | 16.8                                                                                               | 8.9                                                                                                | 2.4                                                                                                | 15.2                                                                                               |
| Temp. media (°C)                                                                                   | -4.4                                                                                               | -3.1                                                                                               | 2.1                                                                                                | 8.7                                                                                                | 15                                                                                                 | 20                                                                                                 | 22.2                                                                                               | 21.3                                                                                               | 17.4                                                                                               | 10.8                                                                                               | 4                                                                                                  | -1.6                                                                                               | 9.3                                                                                                |
| Temp. mín. media (°C)                                                                              | -8.8                                                                                               | -7.9                                                                                               | -3.8                                                                                               | 1.9                                                                                                | 8.1                                                                                                | 13.3                                                                                               | 15.6                                                                                               | 14.9                                                                                               | 10.9                                                                                               | 4.8                                                                                                | -0.8                                                                                               | -5.5                                                                                               | 3.6                                                                                                |
| Temp. mín. abs. (°C)                                                                               | -30                                                                                                | -30.6                                                                                              | -22.2                                                                                              | -13.9                                                                                              | -6.7                                                                                               | 1.7                                                                                                | 2.8                                                                                                | 3.9                                                                                                | -2.8                                                                                               | -7.2                                                                                               | -19.4                                                                                              | -28.9                                                                                              | -30.6                                                                                              |
| Precipitación total (mm)                                                                           | 75.2                                                                                               | 63.8                                                                                               | 71.6                                                                                               | 87.4                                                                                               | 97.5                                                                                               | 99.3                                                                                               | 89.4                                                                                               | 89.4                                                                                               | 80.8                                                                                               | 75.9                                                                                               | 71.6                                                                                               | 69.9                                                                                               | 971.8                                                                                              |
| Nevadas (cm)                                                                                       | 46.5                                                                                               | 38.9                                                                                               | 21.1                                                                                               | 6.6                                                                                                | 0                                                                                                  | 0                                                                                                  | 0                                                                                                  | 0                                                                                                  | 0                                                                                                  | 0.3                                                                                                | 10.4                                                                                               | 32.3                                                                                               | 156                                                                                                |
| Días de precipitaciones (≥ 0.2 mm)                                                                 | 18.3                                                                                               | 14.4                                                                                               | 14.3                                                                                               | 14.4                                                                                               | 14.7                                                                                               | 12.4                                                                                               | 11.7                                                                                               | 11.2                                                                                               | 10.6                                                                                               | 13.3                                                                                               | 13.5                                                                                               | 16.9                                                                                               | 165.7                                                                                              |
| Días de nevadas (≥ 0.2 cm)                                                                         | 15.2                                                                                               | 12.1                                                                                               | 7.5                                                                                                | 2.8                                                                                                | 0.1                                                                                                | 0.0                                                                                                | 0.0                                                                                                | 0.0                                                                                                | 0.0                                                                                                | 0.4                                                                                                | 4.9                                                                                                | 11.5                                                                                               | 54.5                                                                                               |
| Fuente: NOAA                                                                                       | | | | | | | | | | | | | |

## Demografía
Según el censo de 2010, Ann Arbor tenía una población de 113 934 habitantes, de los cuales el 73,0% eran blancos, el 7,7% eran negros o afroestadounidenses, el 0,3% eran amerindios o nativos de Alaska, el 14,4% eran asiáticos, el 1,0% eran de otra raza y el 3,6% pertenecían a dos o más razas. Del total de la población el 4,1% eran hispanos o latinos de cualquier raza.

## Educación
Universidad
Ann Arbor es la sede de la Universidad de Míchigan, la cual fue establecida en la ciudad en 1837. Al ser la institución de enseñanza superior dominante en la ciudad, la universidad le da a Ann Arbor una atmósfera de ciudad universitaria. La universidad es el motor principal en la economía de la ciudad ya que emplea a 30 000 trabajadores, incluyendo alrededor de 7500 en el centro médico. La economía de la ciudad también está centrada en la alta tecnología con varias compañías que se han instalado debido a la actividad investigadora de la universidad, el desarrollo monetario y por sus graduados.
Escuelas públicas
Las Escuelas Públicas de Ann Arbor gestiona escuelas públicas de la ciudad.

## Personalidades
- Bill Hewlett (1913-2001), ingeniero electrónico y cofundador de Hewlett-Packard.
- Thomas Huckle Weller (1915-2008), Premio Nobel de Medicina en 1954.
- Iggy Pop (nacido en 1947), músico.
- Arthur C. Danto (1924-2013), profesor de filosofía y crítico de arte.
- Grace Lee Whitney (1930-2015), actriz.
- Samuel Chao Chung Ting (nacido en 1936), Premio Nobel de Física en 1976.
- Brian Schatz (nacido en 1972), senador por Hawái.
- Austin Nichols (nacido en 1980), actor.
- Elizabeth Armstrong (nacida en 1983), waterpolista.
- Jack Falahee (nacido en 1989), actor
- Mayer Hawthorne ( nacido en 1979), cantante, productor y DJ.[12]
- Tally Hall, banda de rock formada en 2002.

## Ciudades hermanas

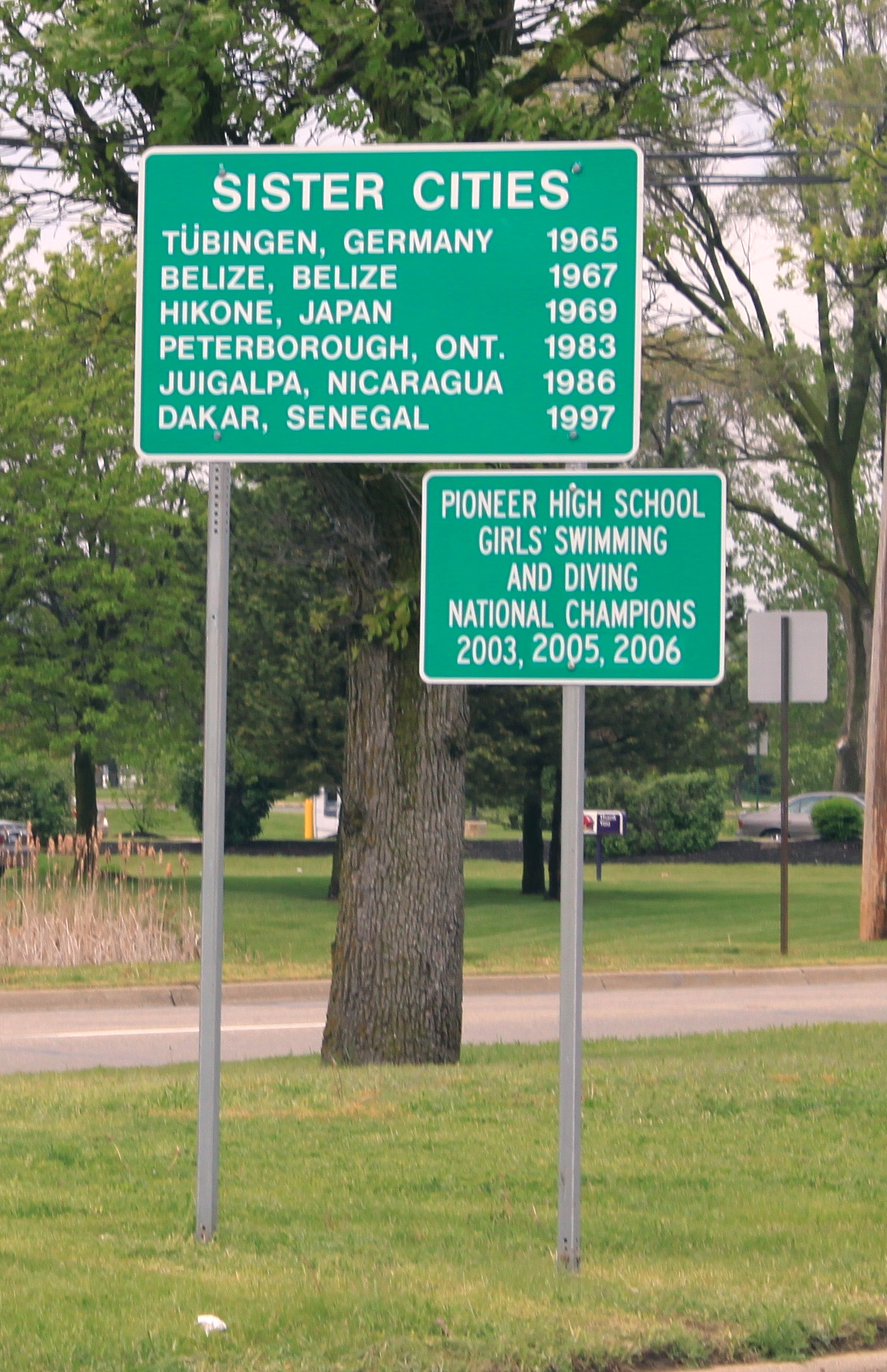
Cartel de Ciudades Hermanas, ausente Remedios (Cuba) sobre la calle State sur

- Tübingen (Alemania) desde 1965
- Ciudad de Belice (Belice) desde 1967
- Dakar (Senegal) desde 1997
- Hikone, Shiga (Japón) desde 1969
- Juigalpa (Nicaragua) desde 1986
- Peterborough (Q) (Canadá) desde 1983
- San Juan de los Remedios (Cuba) desde 2003